# Робърт Максуел
Робърт Максуел (Robert Maxwell) е британски медиен магнат, е роден на 10 юни 1923 г. като Ян Лодвик Хох (Jan Ludvik Hoch) в еврейско семейство, живущо в малкото чехословашко местечко Слатинске Доли, днес част от Солотвино, Украйна.

## Биография
През 1939 г. регионът е окупиран от фашистка Унгария и през 1944 г. (според полулегендарни сведения) по-голямата част от семейството му е избито от отстъпващите унгарци. Още през 1940 г. обаче 17-годишният тогава Ян успял да емигрира във Великобритания. Там той се записва в британската армия и воюва в Европа по време на Втората световна война, участвайки в битките от Нормандия до Берлин. Неговата интелигентност и владеенето на езици са особено ценени в армията и той достига до чин капитан, а през 1945 г. е удостоен с Военен кръст (Military Cross). Междувременно сменя името си на Робърт Максуел.
След войната Максуел остава да работи като цензор в служба на британската армия за вестникарските издания в окупираната от съюзниците Германия и създава важни за него контакти в бъдещия му бизнес. Той получава правото да бъде дистрибутор за Великобритания и САЩ на германското издателство за научна литература Springer Verlag. През 1951 г. откупува от същото издателство Pergamon Press Limited (PPL) и започва собствена издателска дейност. Много бързо разгръща значително дейността на тази издателска къща.
През 1960-те години, въпреки че е вече богат бизнесмен, продължава да проповядва социалистически идеи. През 1964 г. той, ведно с хора като Тед Грант, е в ръководството на Лейбъристката партия, но не е особено популярен сред британското общество, тъй като неговите подходи в бизнеса се определят като непочтени.
До края на 1960-те години Максуел става основен издател на британски ежедневници, докато през 1969 г. Рупърт Мърдок не купува News of the World и по този начин блокира неговия контрол в РРТ. През 1970 г. Максуел създава своя фондация в Лихтенщайн, а цялостната ѝ дейност остава до голяма степен забулена в тайна.
През 1974 г. Максуел си възстановява контролния пакет акции в РРТ и предприема бизнес атака за закупуване на различни издателства и медии по целия свят, в т.ч. вестникарски, издателства за научна литература, телевизии и т.н. През същия период до края на 1980-те години бизнесът на Максуел е много успешен благодарение на установените много добри контакти с тоталитарните режими в Централна и Източна Европа.

## Скандална дейност, свързана с България
В България лично Тодор Живков го афишира като доверен бизнесмен и дори приятел. През 1983 г. е награден с орден „Стара планина“ – I степен, връчен му от Милко Балев. След 10 ноември 1989 г. Максуел е съветник на Андрей Луканов. В независими медии се прокрадват версии за обвързаността му с митичните т.нар. „червени пари“, за изнасянето и препирането на които замесената част от тогавашната комунистическа номенклатура разчитала на неговите бизнес контакти и активна помощ. Няколко месеца преди смъртта му български и чужди вестници тиражират емблематична снимка от разузнаването – на рождения си ден Максуел е облечен с фланелка с надпис „Цар на България“.
Само 8 седмици преди мистериозно да „падне“ от яхтата си в Атлантическия океан на 3 ноември 1991 г., медийният бос е имал среща от Андрей Луканов (единствения убит български министър-председател след т.нар. десетоноемврийски преврат). За смъртта му се тиражират различни, често противоречащи се версии, като екзотичната, че е предал на българското разузнаване документи за участието на МИ-6 в убийството на писателя Георги Марков и други подобни.
Краят на 1980-те и началото на 1990-те години са период на трудности, приливи и отливи за бизнеса на Максуел.

## Смърт при трагичен инцидент
Робърт Максуел умира на 5 ноември 1991 г. на 68-годишна възраст при трагичен инцидент. Според съобщенията в пресата той пада зад борда на луксозната си яхта близо до Канарските острови. Тялото му е пренесено в Йерусалим, кремирано и погребано там.
Неговата смърт е коментирана различно – от самоубийство до убийство, което е категорично отхвърлено от близките му. Единственото сигурно е, че след смъртта си „милиардерът“ Максуел оставя в наследство огромен дълг от близо 4,8 млрд. долара, като само в неговия частен пенсионен фонд потъват близо 1 млрд. долара вложения под формата на спестявания за старини на британски работници и служители. Синовете на Максуел – Иън и Кевин, приемат наследството на баща си по опис, т.е. без дълговете, след което дълго време срещу тях се водят съдебни дела и битки за връщане на „изчезналото“ по време на управлението на бизнеса на баща им.

## Международен измамник и агент на 3 разузнавания
Максуел е сочен ту като британски агент на МИ-6, ту за агент на КГБ, както и за агент на израелския „Мосад“ заради еврейския му произход. Тези версии излизат под формата на публикации още приживе на Максуел и, въпреки ореола им на мистериозност, се считат за вероятни поради някои факти като този по организацията на максуеловото най-тържествено погребение в „обетованата земя“ и т.н. Отделно от това британският пенсионен фонд и други инвестиционни дружества, контролирани от Максуел, завличат хиляди вложители с няколко милиарда долара. По обвинение за финансови злоупотреби и прахосничество са арестувани след смъртта на Максуел неговите двама сина Иън и Кевин, но поради недоказаност тези обвинения към наследниците му обвиненията са снети.